# Кажазейриньяс
Кажазейриньяс (порт. Cajazeirinhas) — муниципалитет в Бразилии, входит в штат Параиба. Составная часть мезорегиона Сертан штата Параиба. Входит в экономико-статистический микрорегион Соза. Население составляет 2671 человек на 2006 год. Занимает площадь 287,891 км². Плотность населения — 9,3 чел./км².

## Статистика
- Валовой внутренний продукт на 2003 год составляет 7 124 524,00 реалов (данные: Бразильский институт географии и статистики).
- Валовой внутренний продукт на душу населения на 2003 год составляет 2588,85 реалов (данные: Бразильский институт географии и статистики).
- Индекс развития человеческого потенциала на 2000 год составляет 0,543 (данные: Программа развития ООН).